# Gregorio Sciltian
Gregorio Sciltian, italianizzazione di Grigorij Ivanovič Šiltjan (Naxçıvan sul Don, 20 agosto 1900 – Roma, 1º aprile 1985), è stato un pittore, costumista e illustratore russo di etnia armena.

## Biografia

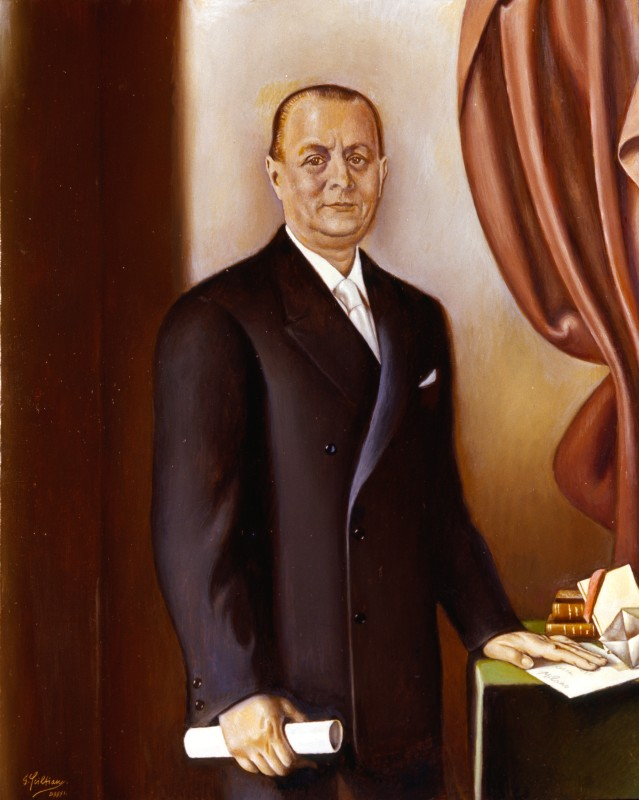
Ritratto del professor Giordano Dell'Amore, 1981 Fondazione Cariplo

Nacque nel 1900 nell'insediamento armeno della Russia meridionale di Nakhichevan-na-Donu da un avvocato e da una discendente di una benestante famiglia armena di industriali. Si forma all'Accademia di San Pietroburgo e sull'influsso di Beardsley, esordendo a Rostov appena quindicenne con opere attente alle novità delle avanguardie cubofuturiste.
Nel 1919 a seguito della Rivoluzione d'ottobre lascia la Russia e si stabilisce a Costantinopoli. Ma con gli anni Venti ritorna alla figurazione classica, studiando all'Accademia e nei Musei di Vienna le opere del Rinascimento italiano.
È a Berlino nel '22; nel 1923 sposa Elena Boberman e si trasferisce in Italia; apre uno studio a Roma e partecipa alla II Biennale romana nel '25. Roberto Longhi presenta la sua personale alla casa d'arte Bragaglia. Il critico fa il punto sulla peculiarità di una pittura che recupera la tradizione caravaggesca e fiamminga con un realismo di impressionante fedeltà fotografica: una perfezione lenticolare raggiunta con una materia dalla cromìa compatta e tecnica mutuata dalla pittura antica.
Dopo aver partecipato alla Biennale di Venezia del 1926, Sciltian si stabilisce a Parigi dove espone al Salon des Indépendants. In una personale alla Galérie de la Renaissance una sua opera viene acquisita dal Museo del Lussemburgo. Nel 1928 partecipa all'Exposition de l'Art Russe al Palais des Beaux Arts di Bruxelles. Una sua opera entra al Museo Reale del Belgio. Tema costante della sua pittura è la natura morta trattata a 'Trompe-l'œil'.
Rientra in Italia nel 1934, stabilendosi a Milano fino al 1941, lavorando anche come ritrattista. Invia opere ad esposizioni estere (Liegi, Berlino, Londra). Allestisce una personale milanese alla Galleria Scopinich, recensita da Carlo Carrà su 'L'Ambrosiano' e una da Van Leer a Parigi nel 1933, al Circolo della Stampa di Bologna nel 1937, di nuovo a Milano da Gianferrari nel 1938. Espone nel Padiglione della Gran Bretagna alla Biennale di Venezia del 1936 il dipinto 'Bacco all'osteria', acquistato dalla Galleria nazionale d'arte moderna di Roma. Nel 1940 esegue con Fabrizio Clerici un trompe l'oeil per la VII Triennale di Milano. Nel 1942 personale milanese alla Galleria del Milione e sala alla Biennale di Venezia. Dopo la guerra allestisce uno studio milanese in palazzo Trivulzio. Nel 1947 espone alla galleria dell'Illustrazione a Milano nella mostra di "Pittura del gruppo di pittori moderni della realtà" con i fratelli Antonio e Xavier Bueno, Giovanni Acci, Carlo Guarienti, Alfredo Serri e Pietro Annigoni. Con lo stesso gruppo espone nel 1948 alla galleria La Margherita. Approfondisce lo studio del manierismo mentre lavora d'estate a Gardone Riviera sul Lago di Garda dove possiede un'abitazione (la vedova nel 1988 donerà 16 tele ed altri quadri della collezione privata al Vittoriale degli Italiani dove sono tuttora esposti a Villa Mirabella). Espone alla mostra del Ritratto alla Galleria Cherubini di Firenze nel 1949.
Nel 1950 espone un gruppo d'opere alla XXV Biennale di Venezia e alla rassegna parigina alla Galérie Martoren 'Exposition Internationale des Peintres de la Réalité'. Esce a Milano il volume di Waldemar George "Sciltian: la magia della realtà".
Nel 1953 espone a Milano in un locale alla moda di via Montenapoleone.
Ulteriori presenze a Parigi da Drouet nel 1958 e da Bernheim Jeune nel 1974. Antologica romana a Palazzo Venezia nel 1970. Negli anni '70 frequentò il giovane e noto pittore Generoso Romano, allievo di Saro Mirabella e Carlo Socrate.
Dagli anni '50 lavora realizza costumi per il Maggio Musicale Fiorentino e per il Teatro alla Scala; dagli anni '60 lavora su soggetti religiosi; illustra opere per l'editoria. Pubblica i libri autobiografici 'Mia avventura' e 'La realtà di Sciltian. Trattato sulla pittura'. Antologiche a Milano nel 1980 (in catalogo scritti di I.Faldi, M.Fagiolo dell'Arco, F.Miele) e a Mosca nel 1983. Bibliografia: R.Civello, Sciltian, opera omnia, Milano 1986.
Muore a Roma il 1º aprile 1985 e viene sepolto presso il Cimitero acattolico di Roma. Sulla lapide è riportata il suo aforisma: "L'unico vero e supremo scopo dell'arte della pittura è stato e sarà sempre quello di ottenere l'illusione della realtà".